# یواس‌اس مانالبرو (۱۹۱۶)
یواس‌اس مانالبرو (۱۹۱۶) (به انگلیسی: USS Munalbro (1916)) یک کشتی بود که طول آن ۳۷۵ فوت (۱۱۴ متر) بود. این کشتی در سال ۱۹۱۶ ساخته شد.